# مجموعة سيغما للاستثمارات

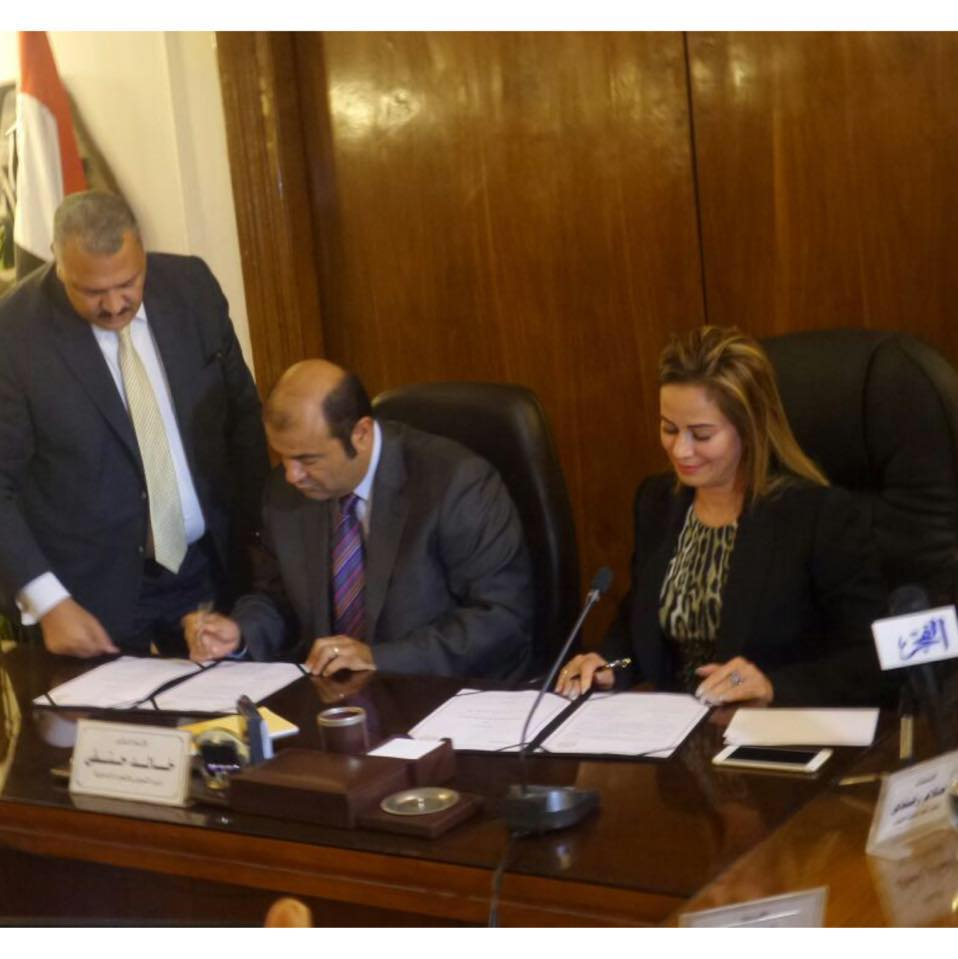
مؤسسة شركة سيغما مطلق توقع على بروتوكول تعاون مع خالد حنفي وزير التموين المصري نيابة عن الكونسورتيوم لإنشاء أول سوق إلكتروني للسلع المصرية في مصر في نوفمبر 2015.

مجموعة سيغما للاستثمارات هي شركة متعددة الجنسيات تأسست من قبل إيمان مطلق مقرها في عمان عاصمة الأردن. توفر الشركة فرصا استثمارية متنوعة وخدمات استشارية للعملاء.

## الانتماء
شركة سيغما للاستثمار هي الوكيل الوحيد لشركة إنغوت بروكرز في الشرق الأوسط. إنغوت بروكرز البوابة التي تسمح بالتداول على العملات العالمية والمعادن الثمينة وتسهل أيضا للعملاء الوصول إلى أسواق الصرف الأجنبي. سيغما عضو في شركاء التحالف العالمي.

## بورصة السلع المصرية
سيغما للاستثمارات وإنغوت هما أعضاء في اتحاد الأعضاء الثلاثة الذي وقع بروتوكول تعاون مع الحكومة المصرية لإنشاء بورصة مصر المصرية للسلع المصرية بقيمة 35-50 مليون دولار أمريكي كأول دولة في منطقة الشرق الأوسط وشمال أفريقيا. إنه سيسهل رفاه صغار المزارعين وتوريد المنتجات بأسعار معقولة تلغي احتكار السلع.

## وصلات خارجية
- الموقع الرسمي